# Андріяшівка (Роменський район)
Андрія́шівка — село в Україні, центр Андріяшівської сільської громади Роменського району Сумської області. Населення становить 1337 осіб. До 2017 центр Андріяшівської сільської ради.

## Географія
Село Андріяшівка знаходиться на лівому березі річки Сула, вище за течією на відстані 1 км розташоване село Мельники, нижче за течією на відстані 2,5 км розташоване село Гудими, на протилежному березі — село Глинськ. Річка в цьому місці звивиста, утворює лимани, стариці і заболочені озера. Поруч проходять автомобільна дорога Т 1907 і залізниця, станція Андріяшівка. В селі розташована ботанічна пам'ятка природи «Андріяшівський дуб».

## Історія
Село Андріяшівка вперше згадується в переписних книгах в 1666 році.
Андріяшівка стала одним з перших центрів вирощування картоплі в Україні (середина XVIII сторіччя). 
Під час організованого радянською владою Голодомору 1932—1933 років померло щонайменше 50 жителів села.

## Населення
Згідно з переписом УРСР 1989 року чисельність наявного населення села становила 2358 осіб, з яких 1093 чоловіки та 1265 жінок.
За переписом населення України 2001 року в селі мешкало 2087 осіб.

### Мова
Розподіл населення за рідною мовою за даними перепису 2001 року:
| Мова       | Відсоток |
| ---------- | -------- |
| українська | 97,94 %  |
| російська  | 2,01 %   |
| білоруська | 0,05 %   |

## Об'єкти соціальної сфери
- Загальноосвітня школа I—III ступенів.
- Дитячий яслі-садочок.
- Будинок культури.
- Сільська бібліотека.
- Музична школа.
- Сільська-лікарська амбулаторія.
- Клуб
- Електрощитова

## Відомі люди

### Народилися
- Художники Павло Іванченко (1898—1990) та його брат Петро Іванченко (1908—1997).
- Леонтьєва Надія Олександрівна (1928) — радянська та українська шаховий композитор. Авторка Рівненської теми в триходівці (1970).
- Мельник Василь Павлович — фтизіатр-пульмонолог, доктор медичних наук.
- Чигрин Владислав Олександрович — український військовик, учасник російсько-української війни[6][7][8]

### Мешкали
- Безпалько Олександр Іванович — український військовик, учасник російсько-української війни[9].
- Мартиненко Іван Іванович (1943) — дійсний член (академік) Академії технологічних наук України, почесний розвідник надр, голова Правління Науково-технічного геологічного товариства України, заступник голови правління Спілки буровиків України, заступник головного редактора журналу «Буріння», кандидат технічних наук.

## Цікаві факти
- Село є одним з перших центрів, де вирощували картоплю в Україні. Поміщик, власник села, запровадив картоплю[10].

## Галерея

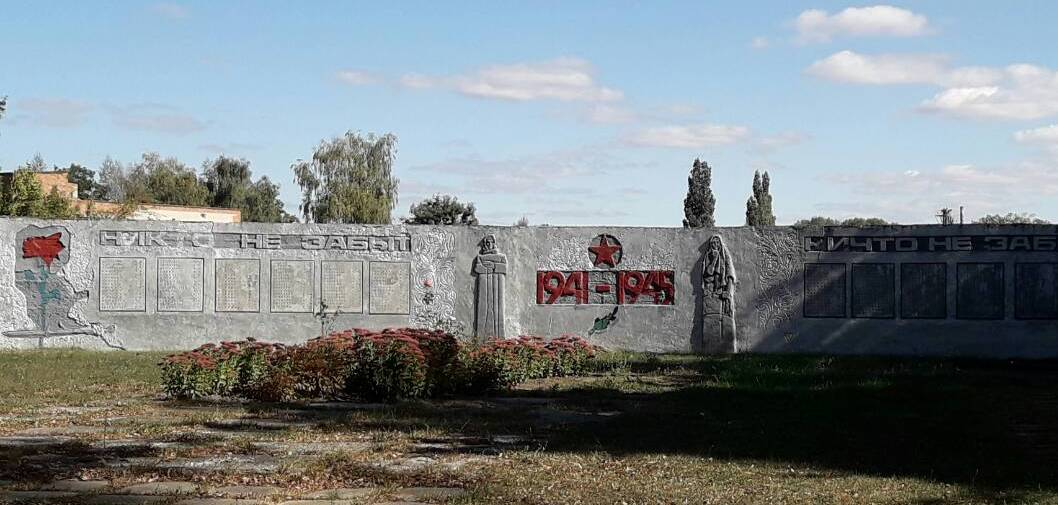
Братська могила радянських воїнів та пам’ятник воїнам у Андріяшівці